# 包头市
包头市（汉语拼音字母：Bûgt hôt / Bûût hôt），简称包，是中华人民共和国内蒙古自治区下辖的地级市，国务院批准之较大的市，位於內蒙古西南部，北臨戈壁沙漠與蒙古國接壤，南靠黃河河套平原。
包头市是中国北方工业重镇，是中国境内以冶金、稀土、机械工业为主的综合性工业城市，也是全国物流枢纽城市，屬内蒙古自治区区域中心城市，享有首批全国文明城市、全国卫生城市、中国制造业名城、中国投资环境百佳城市、国家科技进步先进城、国家园林城市、国家森林城市、中国优秀旅游城市等榮譽。
包头市于2002年荣获联合国人居奖，2024年联合国《生物多样性公约》第十六次缔约方大会(COP16)第八届全球地方政府和城市峰会中包头市入选“自然城市”。

## 释名
关于包头市地名的由来，官方介绍通常认为是蒙古语“包克图”发音“bûût”的汉译，意为“在鹿那边”，也是其蒙古文名称；第二种说法是蒙古语“博托”（汉语拼音字母：baatar，即“巴特尔”，意为“英雄”）的谐音，“博托”河指的是今天的东河槽；第三种说法是“泊头”的变音，意为停泊的码头，因包头旧城原是水旱码头。
需要注意的是“包克图”一词在内蒙古方言区更常读作“bûgt”，而相邻的鄂尔多斯土语则会读出尾元音（成为bûûtû/bûgtû），尽管蒙古文以此词做地名的地方很多，经由bûût(û)这一发音译成汉语“包头”的在内蒙古全境却仅此一例。

## 历史

### 地区史
史前時期，以阿善文化为代表的先民就在阴山塬上以渔猎、采集为生业。考古發現證實了當地的原始人类活动遗迹，位于东河区以东15公里的阿善沟门的格膝盖沟，曾发掘出一处保存完好的新石器时代村落遗址和大量文物。
战国时期，赵武灵王于公元前306年（武灵王20年）筑九原城。前221年，秦统一中国，设九原郡。漢代属云中郡、五原郡。公元433年，鲜卑族建立北魏，设怀朔镇。後为突厥汗国与隋、唐两朝争夺的塞上，唐代为防御後突厥，在河套地区设立了东、中、西3个“受降城”，今境属之。
辽代，轄境属云内州。元初，包头地区的冶炼业、纺织业、陶瓷业开始兴盛，商业活动随之兴旺起来。屬中書省的净州路、德宁路。明初，為晋王藩地，属卫所制下的“者者口守御千户所”。明中后期，蒙古各部南下河套，包头老城以东地区成为土默特部游牧之地。清朝征服漠南蒙古後，又在顺治年间将乌喇特部迁至其西北。乾隆五年（1741年），在土默特地区建筑萨拉齐城，设协理通判，这是包头地区最早出现的行政建制。

### 城市史
清朝初年，包头市区辖境原为乌兰察布盟乌喇特三旗靠近归化城土默特的小型聚落，距乌喇特三旗驻牧地哈达玛尔（今分属阿嘎如泰苏木柏树沟嘎查哈德门沟和卜尔汉图镇哈德门村）约20至40公里，包头现今主城区则是当时乌喇特前旗的游牧地（今巴彦淖尔市乌拉特前旗驻地昔属伊克昭盟）。
清嘉庆十四年（1809年），清廷於薩拉齊廳設包头镇，镇东为土默特地区，西、北为乌拉特地区。同治九年（1870年）前后，包头修筑城墙，辟东、南、西、东北、西北5座城门，基本形成了近代包头舊城的城市框架。

中華民國大陸時期，包頭市屬綏遠特別區、綏遠省管轄

民国初年北洋政府時期，包頭鎮已发展成为區域皮毛集散地和水旱码头。民國十二年（1923年）平绥铁路通车，並於次年設包头設治局。民国十四年（1925年），包头设县。國民政府成立後，包头开始形成近代工业。1931年，开设包头电灯面粉公司和永茂源甘草公司。1934年，中、德兩國组织的“欧亚航空邮运股份有限公司”在包头修筑飞机场，开辟包头--宁夏--兰州航线，定期航班每周往返一次。1937年，抗日战争爆发，日军占领包头。日占期间包头归属蒙疆联合自治政府统治。1938年包头设市，1945年实行市县并存。
中華人民共和國成立後，1954年綏遠省和内蒙古自治区合并，包头市成为内蒙古自治区辖市。
1955年，包头市被列为中国重点规划的8个城市之一，中国第一个五年计划时期受苏联援建的156项重点工程中，内蒙古的5个建设项目全部位于包头市，包括2个热电厂建设项目、1个钢铁厂建设项目、2个军工厂建设项目。自此，包头市确立了其重工业基地地位。受苏联援建影响，在这一时期形成的包头市城市建设规划有明显苏式特色。
1958年，固阳县并入包头市，改稱固陽區。
1960年，原属巴彦淖尔盟的乌拉特前旗划归包头市。
1961年，重设固阳县。1963年，固阳县划归乌兰察布盟，乌拉特前旗划归巴彦淖尔盟。
1970年，乌兰察布盟所属土默特右旗、固阳县划归包头市。
1996年5月18日，乌兰察布盟达尔罕茂明安联合旗划归包头市管辖。

## 自然地理
包头市境西临巴彦淖尔市，南邻鄂尔多斯市，东接呼和浩特市、乌兰察布市，北抵蒙古国东戈壁省。辖区地处内蒙古高原西南部黄河北岸，黄河流经市境南缘。市区和下辖的固阳县中间有阴山山脉穿过，北部为蒙古高原低山丘陵，且中南部由属阴山山脉的乌拉山、大青山横亘，全市地势中部高，南北低。

### 位置
包头市位于北纬41°20′－42°40′，东经109°50′－111°25′，处河套平原前缘，南濒黄河，北界中蒙边界。全市管辖面积27768平方千米，南北最长处约235公里，东西最宽处约126公里，市区面积953.5平方千米，建成区面积为247.14平方千米，城镇化率86.7%。

### 地形
包头市所在的内蒙古高原平均海拔约1000米，境内有阴山山脉的大青山、乌拉山（以昆都仑河为界），山峰平均海拔2000米，最高峰海拔2324米。全市由中部山岳地带、山北高原草地和山南平原三部分组成，呈中间高，南北低，西高东低的地势。

### 气候
包头属半干旱大陆性温带季风气候，四季分明，季风影响严重。冬季严寒，夏季温暖。2002年包头市年均气温8.5℃，年最低气温-27.6℃，年最高气温40.4℃，年降水总量262.9毫米，年最大风速11.0米/秒，平均风速1.8米/秒，年日照时数2806小时，年平均相对湿度52%，全年沙尘天气12次。
| 包头市气象数据（1971年至2000年） | 包头市气象数据（1971年至2000年） | 包头市气象数据（1971年至2000年） | 包头市气象数据（1971年至2000年） | 包头市气象数据（1971年至2000年） | 包头市气象数据（1971年至2000年） | 包头市气象数据（1971年至2000年） | 包头市气象数据（1971年至2000年） | 包头市气象数据（1971年至2000年） | 包头市气象数据（1971年至2000年） | 包头市气象数据（1971年至2000年） | 包头市气象数据（1971年至2000年） | 包头市气象数据（1971年至2000年） | 包头市气象数据（1971年至2000年） |
| 月份                             | 1月                              | 2月                              | 3月                              | 4月                              | 5月                              | 6月                              | 7月                              | 8月                              | 9月                              | 10月                             | 11月                             | 12月                             | 全年                             |
| -------------------------------- | -------------------------------- | -------------------------------- | -------------------------------- | -------------------------------- | -------------------------------- | -------------------------------- | -------------------------------- | -------------------------------- | -------------------------------- | -------------------------------- | -------------------------------- | -------------------------------- | -------------------------------- |
| 历史最高温 °C（°F）              | 7.4 (45.3)                       | 15.9 (60.6)                      | 20.4 (68.7)                      | 34.4 (93.9)                      | 35.9 (96.6)                      | 36.7 (98.1)                      | 39.2 (102.6)                     | 37.6 (99.7)                      | 35.0 (95.0)                      | 27.5 (81.5)                      | 19.3 (66.7)                      | 10.1 (50.2)                      | 39.2 (102.6)                     |
| 平均高温 °C（°F）                | −4.1 (24.6)                      | 0.4 (32.7)                       | 7.6 (45.7)                       | 16.9 (62.4)                      | 23.9 (75.0)                      | 28.2 (82.8)                      | 29.6 (85.3)                      | 27.1 (80.8)                      | 22.1 (71.8)                      | 14.8 (58.6)                      | 5.2 (41.4)                       | −2.3 (27.9)                      | 14.1 (57.4)                      |
| 日均气温 °C（°F）                | −11.1 (12.0)                     | −6.8 (19.8)                      | 0.7 (33.3)                       | 9.5 (49.1)                       | 16.7 (62.1)                      | 21.4 (70.5)                      | 23.2 (73.8)                      | 21.0 (69.8)                      | 15.0 (59.0)                      | 7.3 (45.1)                       | −1.8 (28.8)                      | −9.0 (15.8)                      | 7.2 (44.9)                       |
| 平均低温 °C（°F）                | −16.8 (1.8)                      | −12.7 (9.1)                      | −5.6 (21.9)                      | 2.0 (35.6)                       | 8.7 (47.7)                       | 13.6 (56.5)                      | 17.1 (62.8)                      | 15.3 (59.5)                      | 8.7 (47.7)                       | 1.3 (34.3)                       | −7.2 (19.0)                      | −14.3 (6.3)                      | 0.8 (33.5)                       |
| 历史最低温 °C（°F）              | −31.4 (−24.5)                    | −28.8 (−19.8)                    | −20.4 (−4.7)                     | −10.4 (13.3)                     | −3.0 (26.6)                      | 3.2 (37.8)                       | 10.5 (50.9)                      | 4.9 (40.8)                       | −2.0 (28.4)                      | −11.8 (10.8)                     | −20.8 (−5.4)                     | −25.6 (−14.1)                    | −31.4 (−24.5)                    |
| 平均降水量 mm（）                | 2.1 (0.08)                       | 3.8 (0.15)                       | 8.3 (0.33)                       | 8.1 (0.32)                       | 17.3 (0.68)                      | 28.0 (1.10)                      | 81.3 (3.20)                      | 87.7 (3.45)                      | 38.7 (1.52)                      | 17.1 (0.67)                      | 3.8 (0.15)                       | 1.4 (0.06)                       | 297.6 (11.71)                    |
| 平均降水天数（≥ 0.1 mm）         | 1.4                              | 2.2                              | 2.9                              | 3.0                              | 4.7                              | 7.0                              | 10.5                             | 10.7                             | 6.9                              | 3.8                              | 1.7                              | 1.5                              | 56.3                             |
| 来源：中国天气网                 |                                  |                                  |                                  |                                  |                                  |                                  |                                  |                                  |                                  |                                  |                                  |                                  |                                  |

## 政治

### 现任领导

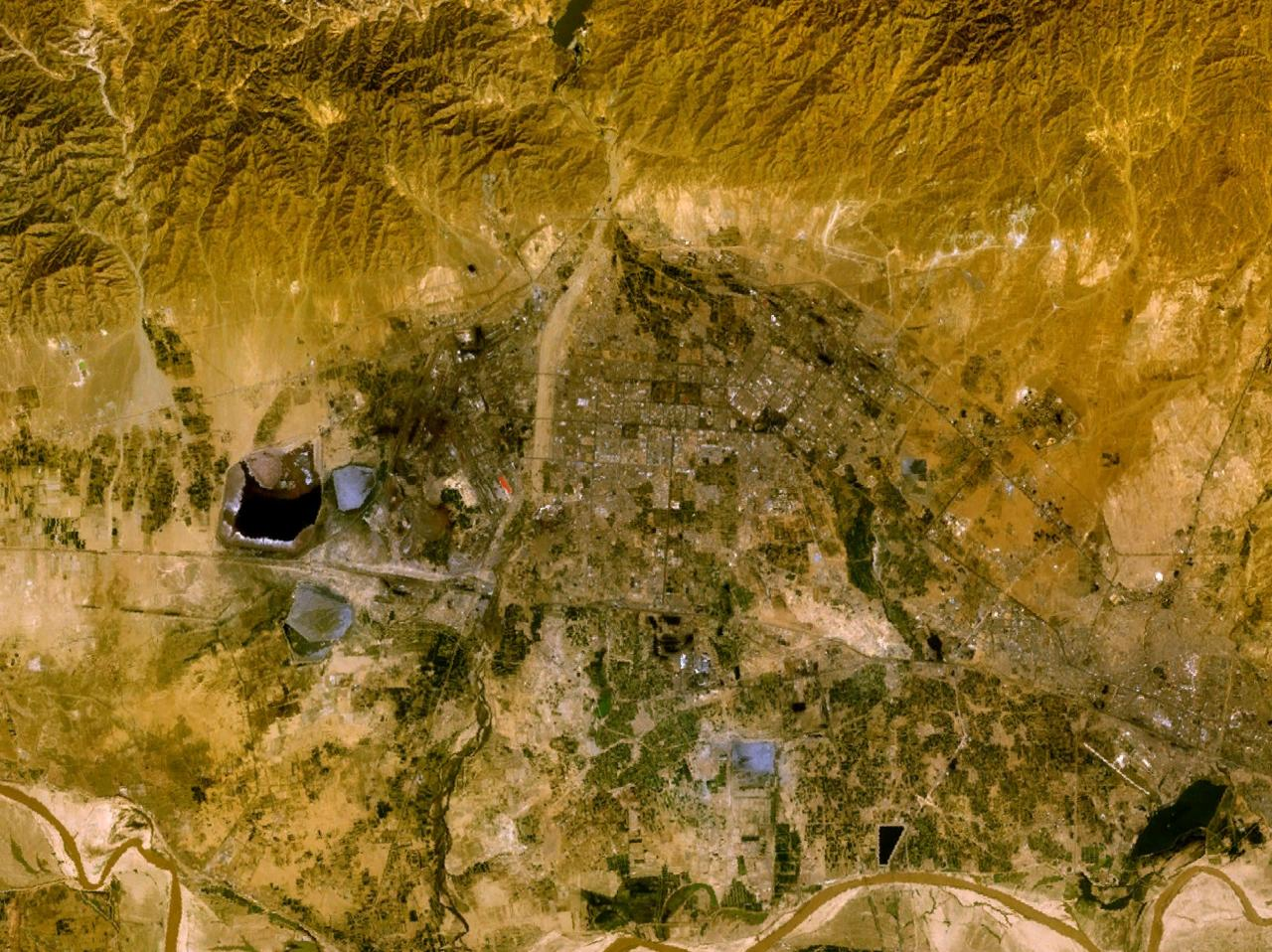
包头市区卫星地图

| 机构     | · 中国共产党 · 包头市委员会 | 包头市人民代表大会 常务委员会 | 包头市人民政府     | · 中国人民政治协商会议 · 包头市委员会 |
| 职务     | 书记                        | 主任                          | 市长               | 主席                                  |
| -------- | --------------------------- | ----------------------------- | ------------------ | ------------------------------------- |
| 姓名     | 陈之常                      | 乌云（女）                    | 孟庆维             | 赵君                                  |
| 民族     | 汉族                        | 蒙古族                        | 汉族               | 汉族                                  |
| 籍贯     | 四川省大竹县                | 辽宁省建平县                  |                    | 内蒙古自治区土默特右旗                |
| 出生日期 | 1974年12月（50歲）          | 1965年2月（60歲）             | 1975年11月（49歲） | 1967年11月（57歲）                    |
| 就任日期 | 2025年7月                   | 2021年2月                     | 2024年9月          | 2024年1月                             |

### 行政区划
包头市现辖6个市辖区、1个县、2个旗。
- 市辖区：东河区、昆都仑区、青山区、石拐区、白云鄂博矿区、九原区
- 县：固阳县
- 旗：土默特右旗、达尔罕茂明安联合旗

包头稀土高新技术产业开发区（包括滨河新区）是包头市设立的国家级高新技术产业开发区。

## 人口
2023年末，全市年末常住人口276.17万人，比上年末增加2.13万人。其中，城镇人口241.82万人，乡村人口34.35万人；常住人口城镇化率为87.56%，比上年末提高0.68个百分点。男性人口140.69万人，女性人口135.48万人。全年出生人口1.38万人，出生率为5.03‰；死亡人口2.17万人，死亡率为7.90‰。
根据2020年第七次全国人口普查，全市常住人口为2,709,378人。同第六次全国人口普查的2,650,364人相比，十年共增加了59,014人，增长2.23%，年平均增长率为0.22%。其中，男性人口为1,373,718人，占总人口的50.7%；女性人口为1,335,660人，占总人口的49.3%。总人口性别比（以女性为100）为102.85。0－14岁的人口为355,298人，占总人口的13.11%；15－59岁的人口为1,807,061人，占总人口的66.7%；60岁及以上的人口为547,019人，占总人口的20.19%，其中65岁及以上的人口为371,292人，占总人口的13.7%。居住在城镇的人口为2,334,393人，占总人口的86.16%；居住在乡村的人口为374,985人，占总人口的13.84%。

### 民族
包头市以汉族为主，多民族聚居。千人以上少数民族共3个，按人数多少排列分别为蒙古族、回族和滿族。包头市居民绝大多数为汉族，满族与汉族一样在全市分布；蒙古族主要分布在北部以畜牧业为主的达茂旗境内；而回族主体聚居在东河区北梁一带。全市常住人口中，汉族人口为2,525,506人，占93.21%；各少数民族人口为183,872人，占6.79%。与2010年第六次全国人口普查相比，汉族人口增加25,998人，占总人口比例下降1.09个百分点；各少数民族人口增加33,016人，占总人口比例增加1.09个百分点。
包头市居民主体来自华北和东北。清末至民国初年的走西口过程中，大批来自山西、陕西、河北的移民进入包头周边地区。中华人民共和国成立后，包头市从“一五计划”起就作为重点工业城市进行建设，此后大批技术人员和工人从全国各地来到包头，主要来自河北、辽宁等省份，其中也有少数民族干部。当时的城市新区几乎全部由外来移民构成。
| 民族名称                | 汉族      | 蒙古族  | 回族   | 满族   | 达斡尔族 | 苗族  | 朝鲜族 | 土家族 | 彝族 | 壮族 | 其他民族 |
| ----------------------- | --------- | ------- | ------ | ------ | -------- | ----- | ------ | ------ | ---- | ---- | -------- |
| 人口数                  | 2,525,506 | 113,204 | 34,969 | 26,792 | 1,260    | 1,062 | 950    | 837    | 612  | 477  | 3,709    |
| 占总人口比例（%）       | 93.21     | 4.18    | 1.29   | 0.99   | 0.05     | 0.04  | 0.04   | 0.03   | 0.02 | 0.02 | 0.14     |
| 占少数民族人口比例（%） | －        | 61.57   | 19.02  | 14.57  | 0.69     | 0.58  | 0.52   | 0.46   | 0.33 | 0.26 | 2.02     |

## 交通
包头市是中国大陆“五纵七横”高速公路网和“八纵八横”铁路网节点交汇处，是内蒙古自治区最大陆路交通枢纽。

### 地铁
包頭地鐵曾于2017年5月开工建设，随后因经济规模和人口未达到中国现行地铁建设标准而被叫停。

### 公路
- 京藏高速  京新高速
  - 沿市区北部穿过，由东向西依次经过土默特右旗、东河区、九原区、青山区、昆都仑区、九原区 ，向西进入巴彦淖尔市乌拉特前旗
- 荣乌高速
  - 山东省荣成市 - 乌海（内蒙段规划中）
- 包茂高速
  - 起点包头市，终点广东省茂名市，在市区北部与京藏高速相连
- 110国道
  - 由东向西依次经过土默特右旗、东河区、九原区、青山区、昆都仑区、九原区
- 210国道
  - 北端终点在青山区兴胜镇G210与G110路口。经过九原区白音席勒街道、稀土高新区万水泉镇进入鄂尔多斯市树林召镇

### 铁路
- 京包铁路，起点北京北站，终点包头东站
- 包兰铁路，起点包头东站，终点兰州站
- 包西铁路，起点包头站，终点西安站

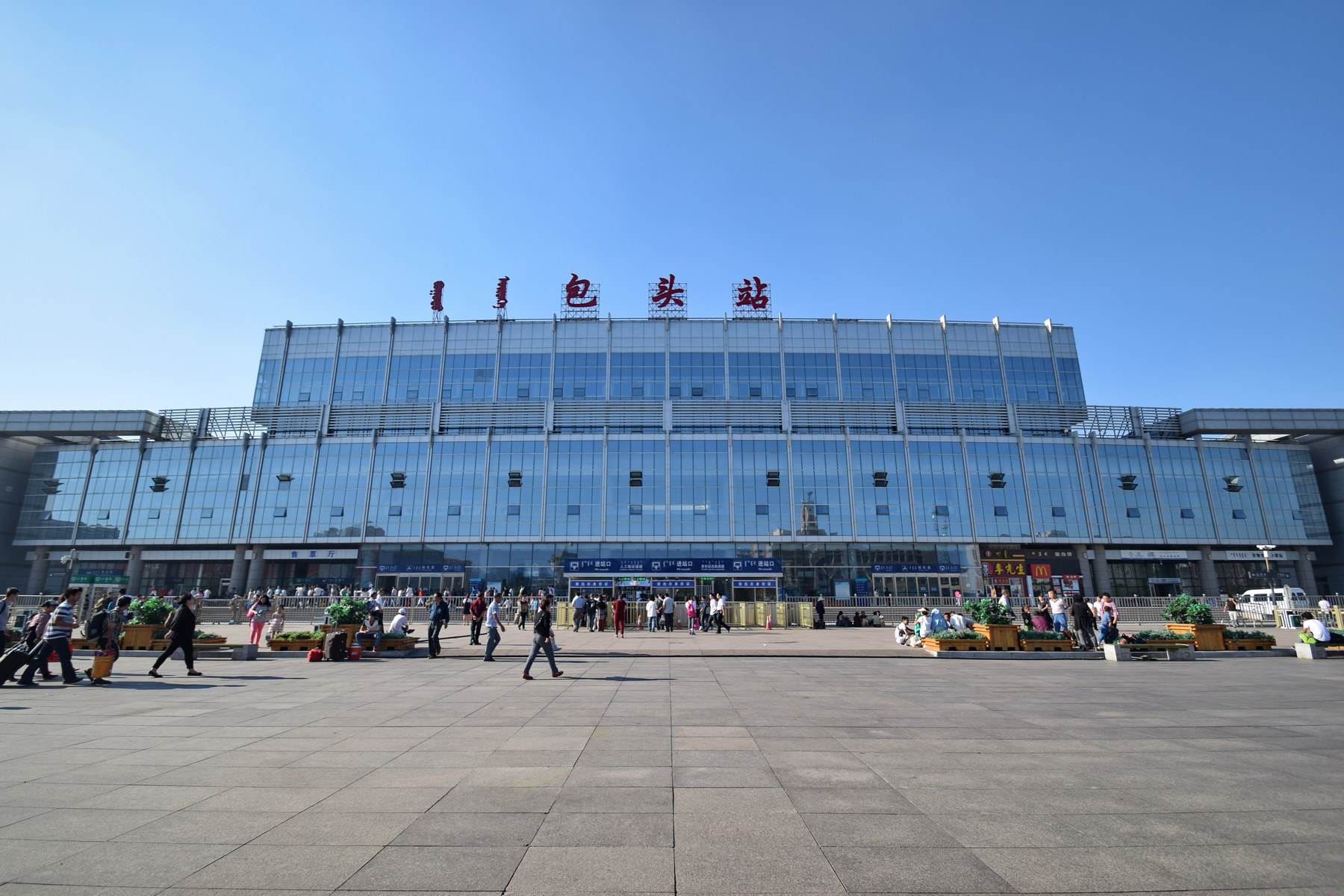
包头火车站

- 包头环城铁路，起点包头东站，终点包头东站，途经包头站、包头西站、包头北站、昆独仑召站、新贤城站、二道沙河站等6座车站
- 京包客运专线，起点北京北站，终点包头站
- 包银高速铁路（京兰通道），起点包头站，终点银川站（兰州站）
- 包西高速铁路（包海高速铁路），起点包头站，终点西安北站（海口站）

包头市有多个火车站，最主要的是包头站和包头东站。呼和浩特铁路局担当的多数跨局列车都从包头始发，包头市目前有直达北京、天津、西安、沈阳、大连、哈尔滨、长春、上海、南京、杭州、武汉、成都、重庆、兰州、银川、青岛、济南、太原、石家庄、郑州、长沙、广州、乌鲁木齐、南昌、昆明、南宁等城市的列车。

#### 呼包鄂乌快速轨道交通网
2021年，内蒙古自治区印发呼包鄂乌“十四五”一体化发展规划，并提出共建轨道上的呼包鄂乌，统筹干线铁路、城际铁路、市域（郊）铁路、城市轨道交通四网融合发展，构建高品质快速轨道交通网，12月8日，据包头站消息，呼包鄂乌城际管内动车组列车开行铁路e卡通服务。

### 航空
包头机场始建于1934年，于1956年正式建立中国民用航空包头站，位于东河区城区南部，距离市区15公里，且机场高速直通市区。现开通上海，北京，西安，广州，深圳、沈阳等航线。

### 立体综合交通枢纽
包头立体综合交通枢纽位于包头市东河区南部，在包头机场T2航站楼以北，该项目有助于激活城市发展活力，提升区域板块价值；强化公空、公铁换乘功能，为包头机场、包西（呼包银）高铁旅客的快速集散提供服务。2021年，呼包鄂乌十四五规划提出提升包头全国性综合交通枢纽城市功能。

## 城区布局

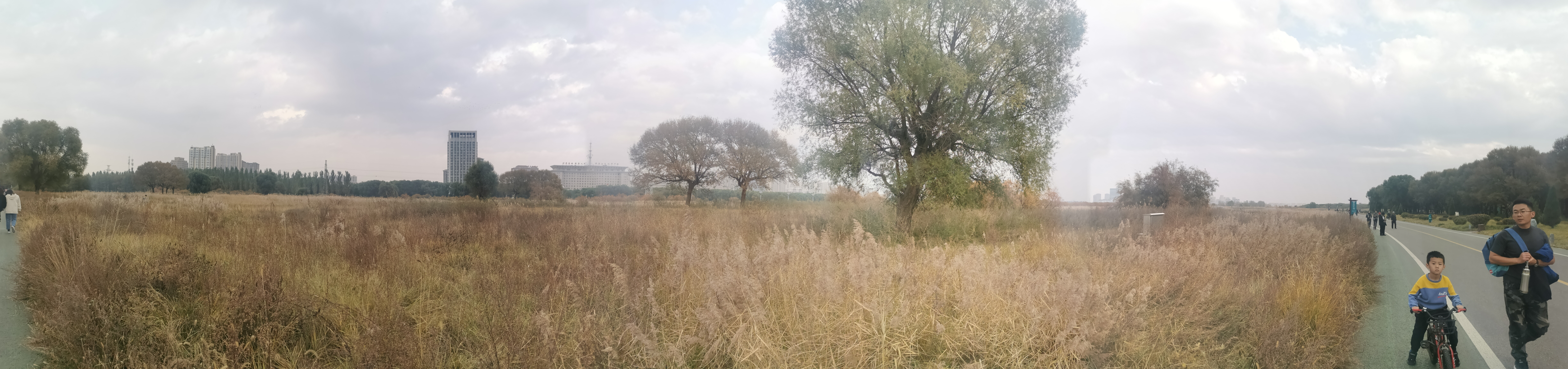
赛罕塔拉生态园

包头市区位于辖境南端的阴山与黄河北岸之间，是呼包鄂榆城市群和黄河“几字弯”都市圈的核心，市区面积953.5平方千米，人口228.37万，占全市总人口82.69%。市区东南部的东河区又称旧城（老包头），建筑在黄河一级阶地上，以商业和轻工业及有色冶金工业为主；南部的九原区为市政府驻地，系新都市区；中部为青山区，以装备制造业为主；西部为昆都仑区，系包头钢铁公司所在地，以钢铁及重型机械等重工业为主；高新技术产业开发区的滨河新区和石拐区的喜桂图新区也是构成都市区的重要组成部分。
包头市区东部为土默特右旗，北部则是阴山山脉及蒙古高原上的固阳县和达尔罕茂明安联合旗。

## 产业
包头市经济总量居内蒙古自治区第二位，仅次于鄂尔多斯市，作为华北地区的主要工业城市，拥有钢铁、铝业、装备制造和稀土加工等一系列上下游企业。也是中国主要的稀土资源聚集地，稀土储量占中国全国一半以上，境内的白云鄂博铁矿轻稀土储量位列全球第一，工业储量占全国八成以上、占世界三成多。

### 工业
钢铁、铝业、装备制造业、稀土、电力及晶硅光伏业是包头市六大重点产业。
2023年末包头市发电装机容量1884.4万千瓦，比上年末增长9.5%。其中，火电装机容量1104.1万千瓦，增长3.6%；风电装机容量521.0万千瓦，增长11.7%；光伏装机容量259.3万千瓦，增长39.2%。
全年规模以上工业企业营业收入5025.0亿元，比上年下降0.6%；利润总额311.3亿元，下降27.3%；营业收入利润率为6.2%。每百元营业收入中的成本比上年增加2.92元。年末规模以上工业企业资产负债率为54.9%，比上年末增加1.3个百分点。规模以上工业企业产品销售率为96.7%。

### 企业
- 包头钢铁（集团）有限责任公司
- 中国兵器工业集团内蒙古第一机械集团有限责任公司（“一机”、“617厂”）
- 中国兵器工业集团内蒙古北方重工业集团有限责任公司（“二机”、“447厂”）
- 中国核工业集团北方核燃料元件有限公司（原称“202厂”）
- 包头铝业（集团）有限责任公司
- 包头华资实业股份有限公司
- 包头明天科技股份有限公司
- 百胜餐饮集团小肥羊餐饮连锁有限公司
- 小尾羊牧业科技股份有限公司
- 鹿王羊绒有限公司
- 蒙商银行

### 发展定位
“五个基地”，即努力建成国家和自治区重要的稀土新材料基地、清洁能源输出基地、新型冶金基地、现代装备制造业基地、新型煤化工基地。“四个中心”，即努力建成区域生产性物流中心、区域性金融中心、区域性消费中心、区域性文化旅游中心。“两个屏障”，即努力建成北方重要的生态安全屏障和祖国北疆安全稳定屏障。“一个支点”，即发挥满都拉口岸利用俄蒙资源和对外贸易优势，推动达茂白云合并建设边境口岸型城市，努力建设自治区向北开放的重要战略支点。

## 地震
包头在近代有四次地震记载，一次是1996年5月3号发生的6.4级地震，共26人死亡，经济损失严重；2004年3月24日15点57分55秒，九原区发生里氏4.6级地震，没有人员伤亡；2007年5月7日8点23分发生的2.8级地震，没有人员伤亡；2014年8月30日7时5分在达尔罕茂明安联合旗，发生3.8级地震。 

## 文化

### 全国重点文物保护单位

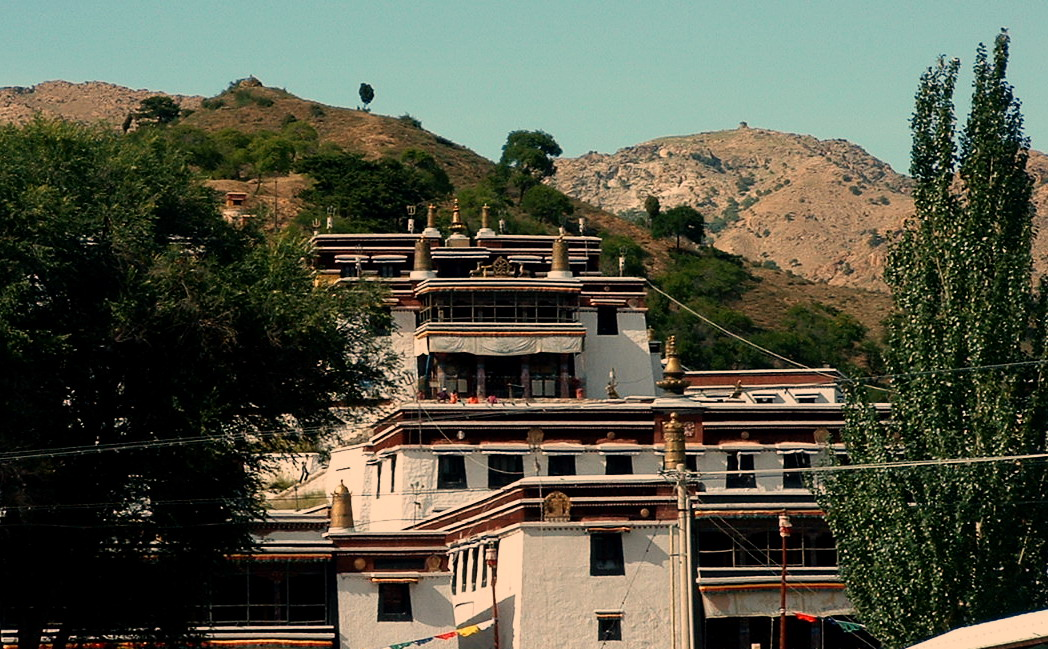
包頭近郊名勝，藏傳佛教聖地五當召

- 五当召
- 麻池城址和召湾墓群
- 阿善遗址
- 百灵庙起义旧址
- 固阳秦长城遗址
- 敖伦苏木城遗址
- 美岱召
- 白灵淖尔城址
- 安答堡子城址
- 燕家梁遗址

### 手工艺
包頭地毯：十九世紀中國綏遠地區製作的地毯風格，地毯的底使用金絲，圖案使用染色絲，其特色為雲朵、花卉、長壽的象徵等基調圖案。

### 语言
昆都仑区主要方言为东北话，属东北官话吉沈片，在青山区普通话使用率最高，其余区县全境及昆都仑、青山二区所辖的农村大多为走西口后裔，以晋语大包片方言为主。
蒙古语在包头具有官方语言地位，所有政府机关单位和商店招牌上均被与汉语一同使用，但因市区蒙古族人口极少，所以使用人数很少。包头市蒙古语使用者主要分布在达尔罕茂明安联合旗。

### 特色美食
涮羊肉：又称羊肉火锅，将羊肉切成薄片，放入沸腾的水或汤中涮煮，片刻就可以出锅品尝，是包头及北方广大地区特色饮食。包头市著名的火锅企业有小肥羊,小尾羊以及快乐小羊等。
莜面：莜面是内蒙古地区“三件宝”之一。
手扒肉：手扒肉是红食中的一种。蒙古族人民称肉食为红食，蒙语叫“乌兰伊德”。顾名思义，“手扒肉”就是手抓羊肉，是蒙古族千百年来的传统食品，是牧民的日常饮食。
烤全羊：蒙古族传统名菜，为招待贵宾或举行重大庆典时的盛宴特制的佳肴。一般选用草原上膘肥、体重40斤左右的绵羊宰杀后，去毛带皮腹内加葱、姜、椒、盐等佐料整体烤制而成。烤完以后，羊形完整，羊跪在方木盘内，色泽金红，羊皮酥脆，羊肉嫩香。
拔丝奶豆腐：内蒙古风味名菜。以奶豆腐为主料烹制而成。
烧卖（在包头一般写为稍美）：是形容顶端蓬松束折如花的形状，是一种以烫面为皮裹馅上笼蒸熟的面食小吃。烧麦最晚起源于元代初期、今内蒙古呼和浩特一带的商途茶馆。烧卖是包头特色早餐。
羊杂碎 集羊内脏于一锅，形色繁多，肉质各异，味道酸辣兼宜，无腥不腻，汤鲜味美，入口生津，营养丰富，在气候偏冷的北方食用可御冷逐寒。
此外还有铁锅排骨焖面、羊架子、羊棒骨、沙葱包子、炸糕、锅盔等具有包头地方特色的美食。

## 教育

### 普通本科高校
- 内蒙古科技大学（原包头钢铁学院）
- 內蒙古科技大學包头师范学院
- 內蒙古科技大學包头医学院

### 重点中学
- 包頭鋼鐵集團第一中學（现更名：包头市第九十五中学）[34]
- 包頭鋼鐵集團第三中學（现更名：包头市昆都仑区第三中学）[34]
- 包頭鋼鐵集團第五中學（现更名：包头市第九十七中学）[34]
- 包头市第一中学
- 包头市第二中学
- 包头市第四中学
- 包头市第五中学
- 包头市第六中学
- 包头市第八中学
- 包头市第九中学
- 包头市第十三中学
- 包头市第二十九中学
- 包头第三十三中学
- 包头市第三十五中学
- 包头第四十六中学
- 北方重工集團第一中學（现更名：包头市青山区第一中学）、北方重工集團第三中學（现更名：包头市第九十三中学）[34]
- 内蒙古一机集团第一中学（现更名：包头市第八十一中学）、内蒙古一机集团第二中学（现更名：包头市青山区第三中学）[34]
- 包头回民中学
- 包头蒙古族中学
- 包头市稀土高新区第一中学

### 职业院校
- 包頭職業技術學院
- 包头钢铁职业技术学院
- 包头铁道职业技术学院
- 包头轻工职业技术学院
- 包头财经学校

## 城市象征

### 标志
包头城市的标志是第一工人文化宫门前的“人”字形雕塑，顶部有三只奔跑中的鹿，象征“鹿城”。
包头市树是云杉，市花是小丽花。

### 相关荣誉
2000年，中国优秀旅游城市。
2002年，联合国人居奖。包头市政府因改善住房和城市环境而被联合国人居署授予此奖项。当年全球共有9个城市获奖。包头市是中国西部地区首个获此殊荣的城市。
2003年，全国园林绿化先进城市。继1994年、1999年两次被国家建设部授予“全国园林绿化先进城市”荣誉称号之后，当年包头市第三次获此殊荣。
2005年，中国首批十个文明城市。包头市是中西部惟一荣获该荣誉的城市。
2006年，第三届中华环境奖。
2007年，国家森林城市。 2007年5月9日被全国绿化委员会、国家林业局授予“国家森林城市”称号。至此，中国已有7个城市获得这一称号。
2012年，稀土之都。8月8日在中国包头·稀土产业(国际)论坛上，包头市被正式命名为“稀土之都”。

## 有关影视作品
- 电影《草原晨曲》是直接反映包钢建设的，是在全国支援包钢建设的大背景下，为反映这一重大题材而创作的。[36]
- 《走西口》讲述民国初期一群饱受生活所迫的山西人，背井离乡走西口到口外包頭創業經商的悲凉故事。用真实的视角记录了山西人走西口的那段艰辛的历史。
- 《乔家大院》此剧剧情背景是清朝晚期的咸丰至光绪年间，山西祁县的晋商家族乔家的故事。
- 电视剧《牛玉儒》讲述了牛玉儒在担任內蒙古包头市市长和呼和浩特市市委书记、内蒙古自治区政府副主席期间的事迹。[37]
- 电视剧《安居》以包头市東河區北梁动迁为主线，讲述了在动迁过程中政府与群众勠力同心，最终实现和谐征拆，实现广大群众安居梦想的故事。

## 国际友好城市
- 蒙古国 鄂尔登特市
- 美国 埃尔帕索市（德克萨斯州）
- 法國 拉罗谢尔市
- 南非 内尔斯普雷特市